# Odwzorowanie nierozszerzające
Odwzorowanie nierozszerzające, nieoddalające, słaba kontrakcja – odwzorowanie przestrzeni metrycznych, które nie zwiększa odległości punktów. Formalnie: niech {\displaystyle (X,d_{X})} oraz {\displaystyle (Y,d_{Y})} będą przestrzeniami metrycznymi. Odwzorowanie
{\displaystyle f\colon X\to Y} nazywamy nierozszerzającym, jeśli dla dowolnych {\displaystyle x_{1},x_{2}\in X} zachodzi nierówność:
{\displaystyle d_{Y}(f(x_{1}),f(x_{2}))\leqslant d_{X}(x_{1},x_{2}).}
Innymi słowy, odwzorowanie nierozszerzające to odwzorowanie spełniające warunek Lipschitza ze stałą równą 1.

## Własności
Każde odwzorowanie nierozszerzające, jako odwzorowanie lipschitzowskie, jest jednostajnie ciągłe, a więc w szczególności ciągłe.
W przeciwieństwie do kontrakcji, odwzorowanie nierozszerzające przestrzeni metrycznej zupełnej {\displaystyle X} w siebie może nie mieć punktów stałych (np. translacje w przestrzeniach Banacha) lub mieć ich wiele (np. identyczność na {\displaystyle \mathbb {R} }). Przy dodatkowych założeniach o {\displaystyle X} można jednak wykazać istnienie punktu stałego. Przykładowo, jeśli {\displaystyle X} jest niepustym, domkniętym, ograniczonym i wypukłym podzbiorem przestrzeni Hilberta, to ma punkt stały (twierdzenie Browdera-Goehde’a-Kirka).

## Teoria kategorii
Odwzorowania nierozszerzające są morfizmami w kategorii przestrzeni metrycznych.

## Literatura dodatkowa
- Baillon, J. B. (1988). Nonexpansive mappings and hyperconvex spaces. Contemporary Mathematics, 72, 11-19.
- Borkowski, M. (2010). Przestrzenie metryczne hiperwypukłe i ich zastosowania w teorii punktu stałego. Praca magisterska, Uniwersytet im. Adama Mickiewicza w Poznaniu.